# Смит, Генри (футболист)
Генри Джордж Смит (англ. Henry George Smith, 10 марта 1956, Ланарк, Шотландия) — шотландский футболист, вратарь. Известен по выступлениям за клуб «Харт оф Мидлотиан», а также национальную сборную Шотландии.

## Клубная карьера
Родился 10 марта 1956 года в городе Ланарк. Воспитанник футбольной школы клубов «Фрикли Атлетик» и «Винтертон Рейнджерс».
Во взрослом футболе дебютировал в 1978 году выступлениями за «Лидс Юнайтед», в котором провёл три сезона, однако так и не дебютировал за основную команду.
Своей игрой привлёк внимание представителей тренерского штаба клуба «Харт оф Мидлотиан», к составу которого присоединился в 1981 году. Сыграл за команду из Эдинбурга следующие пятнадцать сезонов своей игровой карьеры. Большинство времени, проведённого в составе «Харт оф Мидлотиан», был основным голкипером команды.
С 1996 по 2002 год, играл в составе команд клубов «Эр Юнайтед» и «Клайдбанк».
Завершил профессиональную игровую карьеру в нижнелиговом английском клубе «Бервик Рейнджерс», за который выступал на протяжении 2002—2004 годов.

## Выступления за сборную
В 1988 году дебютировал в официальных матчах в составе национальной сборной Шотландии. В течение карьеры в национальной команде, которая длилась 5 лет, провёл в форме главной команды страны 3 матча в которых пропустил 2 гола.
В составе сборной был участником чемпионата Европы 1992 года в Швеции.